# Вайвакум 14
Вайвакум 14 (англ. Waiwakum 14) — індіанська резервація в Канаді, у провінції Британська Колумбія, у межах регіонального округу Сквоміш-Лілует.

## Населення
За даними перепису 2016 року, індіанська резервація нараховувала 160 осіб, показавши зростання на 44,1%, порівняно з 2011-м роком. Середня густина населення становила 1 193,1 осіб/км².
З офіційних мов обидвома одночасно не володів жоден з жителів, тільки англійською — 160. Усього 10 осіб вважали рідною мовою не одну з офіційних, з них усі — одну з корінних мов.
Працездатне населення становило 53,6% усього населення, усі були зайняті.

## Клімат
Середня річна температура становить 9,3°C, середня максимальна – 20,3°C, а середня мінімальна – -3,3°C. Середня річна кількість опадів – 2 591 мм.
| Клімат поселення                              | Клімат поселення | Клімат поселення | Клімат поселення | Клімат поселення | Клімат поселення | Клімат поселення | Клімат поселення | Клімат поселення | Клімат поселення | Клімат поселення | Клімат поселення | Клімат поселення | Клімат поселення |
| Показник                                      | Січ.             | Лют.             | Бер.             | Квіт.            | Трав.            | Черв.            | Лип.             | Серп.            | Вер.             | Жовт.            | Лист.            | Груд.            |                  |
| Середній максимум, °C                         | 6,39             | 8,06             | 10,72            | 13,30            | 16,70            | 19,57            | 19,94            | 20,31            | 17,20            | 12,76            | 7,84             | 4,82             |                  |
| Середня температура, °C                       | 1,52             | 3,20             | 5,84             | 8,43             | 11,84            | 14,69            | 17,09            | 17,45            | 14,33            | 9,90             | 4,98             | 1,95             |                  |
| Середній мінімум, °C                          | −3,34            | −1,66            | 0,98             | 3,57             | 6,96             | 9,83             | 14,22            | 14,58            | 11,47            | 7,04             | 2,12             | −0,9             |                  |
| Норма опадів, мм                              | 387              | 238              | 245              | 174              | 131              | 96               | 66               | 69               | 91               | 302              | 451              | 341              |                  |
| Середньомісячна швидкість вітру, м/с          | 2.82             | 2.76             | 2.88             | 2.78             | 2.66             | 2.68             | 2.60             | 2.35             | 2.16             | 2.39             | 2.84             | 2.89             |                  |
| Середньомісячна сонячна радіація, кДж/м²·день | 3022             | 5925             | 9945             | 15031            | 18834            | 20178            | 21359            | 18223            | 12997            | 7038             | 3416             | 2383             |                  |
| --------------------------------------------- | ---------------- | ---------------- | ---------------- | ---------------- | ---------------- | ---------------- | ---------------- | ---------------- | ---------------- | ---------------- | ---------------- | ---------------- | ---------------- |
| Джерело:                                      |                  |                  |                  |                  |                  |                  |                  |                  |                  |                  |                  |                  |                  |